# Transsubstantiation
Ne doit pas être confondu avec Miracle eucharistique.

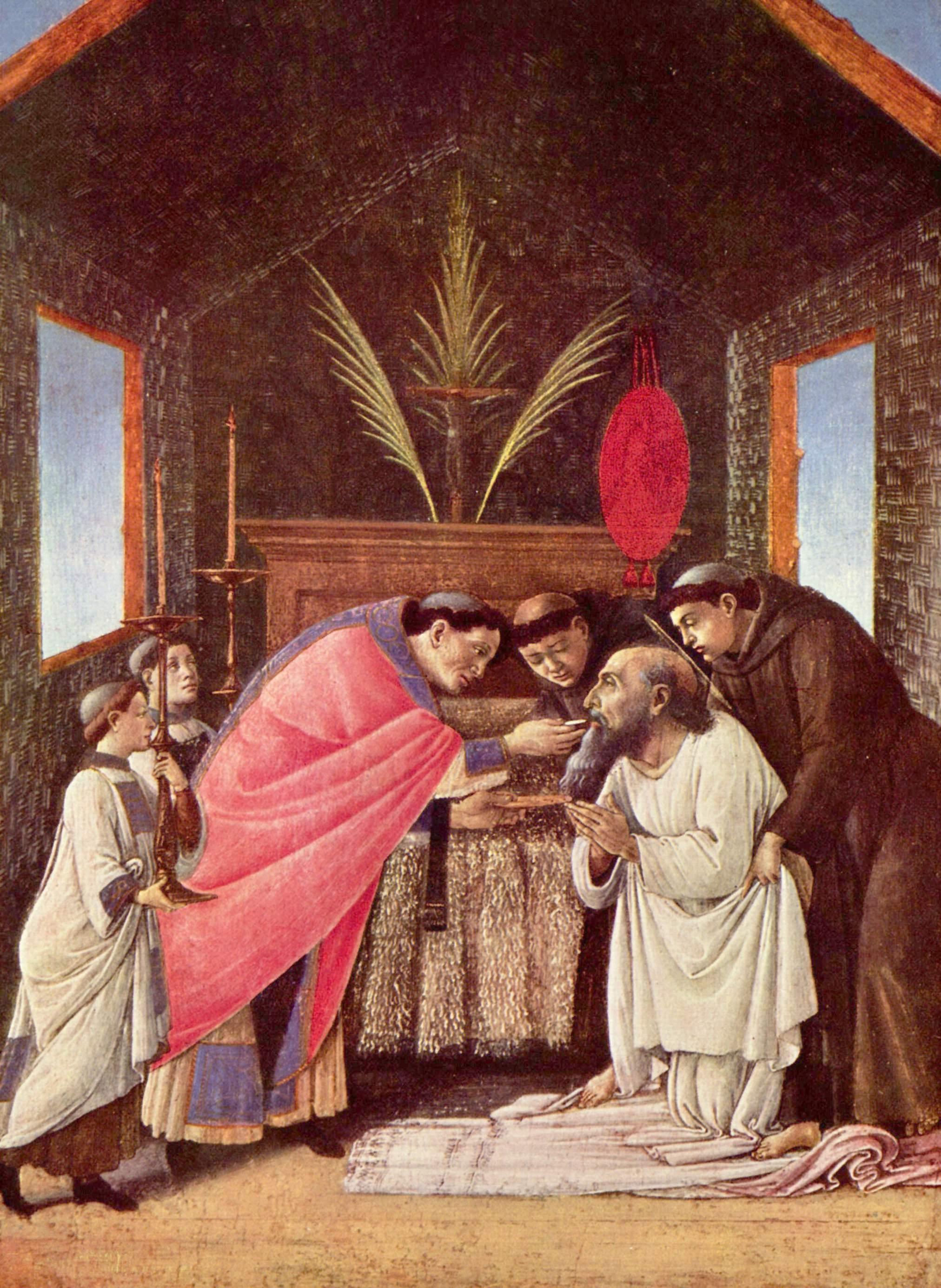
Sandro Botticelli : Viatique de saint Jérôme, v. 1495.

La transsubstantiation (en latin : transsubstantiatio, en grec ancien : μετουσίωσις / metousiosis) est un phénomène surnaturel, qui est la conversion d'une substance en une autre. Le terme désigne, pour la majorité des chrétiens (les catholiques et les orthodoxes), la conversion du pain et du vin en corps et sang du Christ lors de l'Eucharistie par les paroles de la consécration et l'action du Saint-Esprit.
Ce concept, attesté pour la première fois chez Étienne de Baugé au début du XIIe siècle, est défini comme un dogme par le quatrième concile du Latran (1215) et confirmé par celui de Trente (1545-1563).
L'Église catholique emploie le terme de « transsubstantiation » pour expliquer que, dans l'Eucharistie, le pain et le vin sont « réellement, vraiment et substantiellement » transformés ou convertis en corps et en sang du Christ, tout en conservant leurs caractéristiques extérieures ou « espèces » (texture, goût, odeur : les apparences) initiales. La conséquence en est la « présence réelle » du Christ dans les espèces consacrées.

## Définition

### Substance et espèces
La substance (en grec : οὐσία, ousia) est l'une des dix catégories de l'être définies par Aristote. Elle est ce qui existe par soi-même (ipsum esse subsistens), tandis que l'accident est ce qui change, ce qui n’existe qu’en autre chose. Ainsi, la forme d'un chapeau n'est pas le chapeau lui-même, pas plus que sa couleur, sa taille, sa texture ni aucune autre propriété sensible. C'est le chapeau lui-même (sa « substance ») qui possède une forme, une couleur, une taille, une texture tout en étant distinct de ces propriétés. 
Les apparences sont des « accidents », ou « espèces », et sont perçues par les sens. 
La théologie catholique reprend les définitions aristotéliciennes : ainsi, l'Eucharistie est une véritable transformation de l'être et ne concerne pas ces accidents sensoriellement perceptibles. En effet, Thomas d'Aquin enseigne que, même après la transformation, le corps du Christ continue à apparaître comme du pain.

### Présence eucharistique

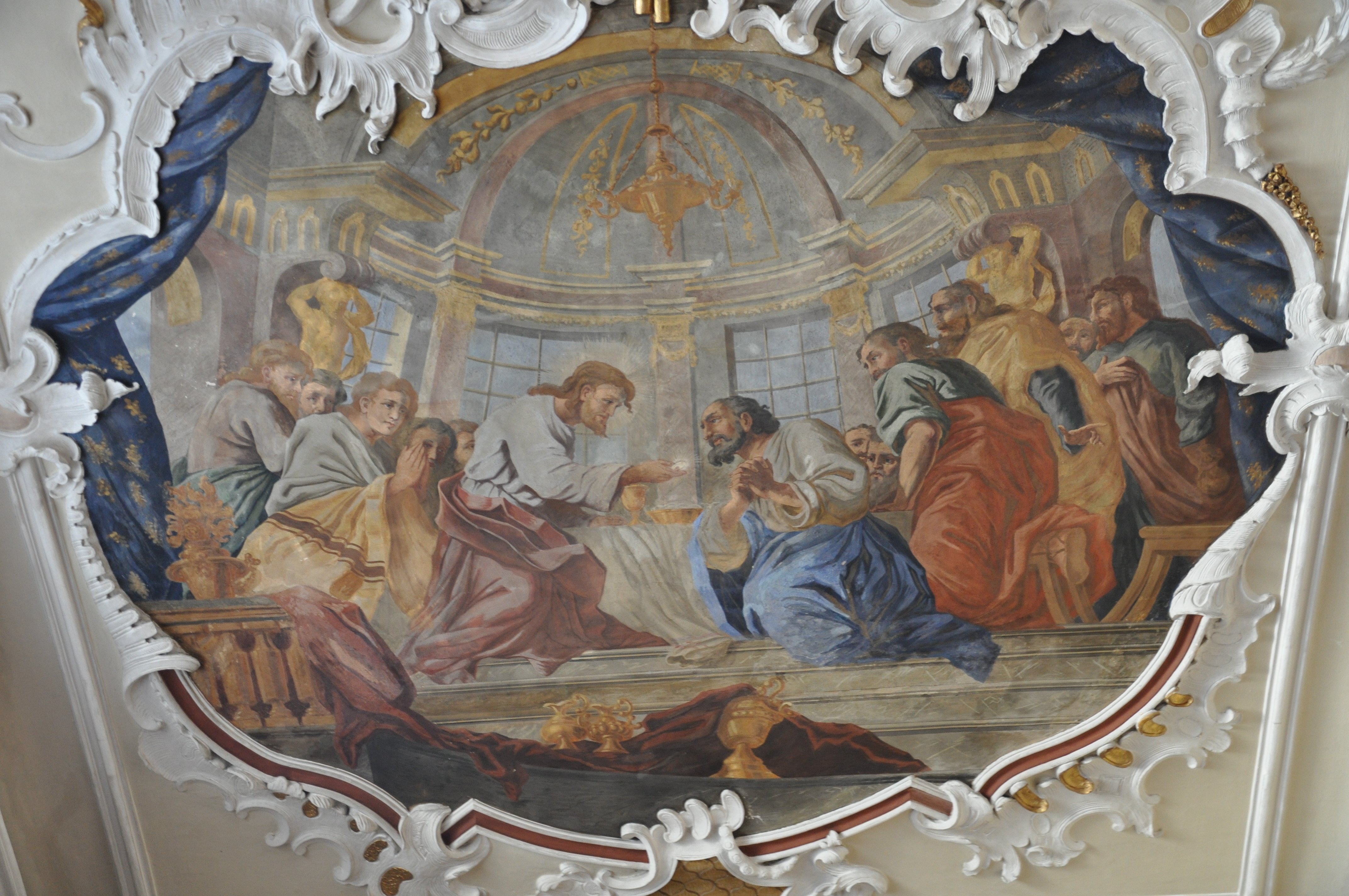
Le « Ceci est mon corps » pendant la Cène, par Andreas Meinrad (1751).

Lorsque Jésus dit pendant la Cène : « Ceci est mon corps » (Mt 26:26), ce qu'il tient dans ses mains a l'apparence du pain mais, selon la doctrine catholique, la substance de ce pain a été convertie en chair du Christ. C'est donc vraiment son corps, même si les apparences accessibles aux sens ou aux études scientifiques demeurent celles du pain. La même transformation survient lors de chaque célébration de l'Eucharistie : 

« Par la consécration du pain et du vin s'opère le changement de toute la substance du pain en la substance du corps du Christ notre Seigneur et de toute la substance du vin en la substance de son sang ; ce changement, l'Église catholique l'a justement et exactement appelé transsubstantiation. »

Cette transformation eucharistique, ou transsubstantiation, se fait par le truchement du prêtre, qui agit in persona Christi.
On parle de « présence réelle ». La présence eucharistique du Christ commence au moment de la consécration et dure aussi longtemps que les espèces eucharistiques (pain et vin) subsistent.

## Histoire

### Christianisme ancien
Le terme transsubstantiation est attesté chez Hildebert de Tours vers 1079, et il est défini comme dogme par le quatrième concile du Latran (1215), mais G. K. Chesterton rappelle que l'idée est « visiblement présente dès les premiers temps de l'Église ». En effet, le mot et la notion d'eucharistia sont présents dès la fin de l'âge apostolique, et c'est au IIe siècle qu'apparaissent les données fondamentales de la célébration eucharistique : celle-ci, précédée d'une liturgie de la parole, a généralement lieu le dimanche et se voit désormais disjointe du repas communautaire (l'agape). 
Dans les écrits d'Hippolyte de Rome (IIIe siècle), il est demandé de faire preuve d'une vénération particulière pour le Saint-Sacrement. La consécration de moniales à Jésus-Eucharistie à l'époque de Cyprien de Carthage atteste l'antiquité de cette doctrine. Augustin d'Hippone, au Ve siècle, dit : « Que personne ne mange cette chair sans d'abord l'adorer ; ... nous pécherions si nous ne l'adorions pas. »

### Haut Moyen Âge
Paschase Radbert, moine de l'abbaye de Corbie, fut l'auteur du premier traité théologique sur l'Eucharistie, De corpore et sanguine Domini (Livre du corps et du sang du Seigneur), rédigé en 831 et présenté au roi Charles le Chauve, en 844. Pour Paschase Radbert, le pain et le vin consacrés sont réellement le corps et le sang de Jésus. Par la consécration, il y a mutation transubstantielle du pain et du vin qui deviennent présence spirituelle du corps historique du Christ.

### Moyen Âge classique
La doctrine de la transsubstantiation est explicitée par le théologien dominicain Thomas d'Aquin à partir de la métaphysique aristotélicienne (aristotélisme) : la matière est composée de qualités premières (la substance elle-même) et de qualités secondes (les sensations). La transsubstantiation, consistant en la modification des qualités premières seules (puisque le goût du pain et du vin - qualités secondes - ne sont eux pas modifiés), trouve selon cette théorie une explication rationnelle.

### Époque moderne
Le concile de Trente (1545-1563) confirme le dogme de la transsubstantiation. 
Au XVIIe siècle, ce dogme, s'appuyant sur le schéma aristotélicien de la substance et des accidents, apparaît incompatible avec l'atomisme tel que le propose Galilée dans L'Essayeur (1623), à tel point que plusieurs historiens des sciences pensent que c'était la véritable raison de l'opposition des Jésuites,.
Le luthéranisme a rejeté la doctrine de la transsubstantiation au profit de celle de la consubstantiation. La consubstantiation avait déjà été défendue par des théologiens comme Ratramne de Corbie, Guillaume d’Occam ou Duns Scot et condamnée lors de la 13e session du concile Latran IV (1215).

## Les Églises chrétiennes

### Église catholique
L’Église catholique professe la transsubstantiation en s'appuyant sur les écrits des Évangiles (« ceci est mon corps, [...] ceci est mon sang ») qui sont compris comme parlant de conversion substantielle et non de substances simultanées.

### Églises orientales
L'Église orthodoxe et les Églises des trois conciles, ainsi que l'Église apostolique assyrienne de l'Orient, admettent que le pain et le vin deviennent réellement le corps et le sang du Christ, par l'action du Saint-Esprit répondant aux prières du prêtre et des fidèles. 
Le concile de Jérusalem (1672) de l'Église orthodoxe, dont l'importance est pour Philip Schaff comparable à celle du concile de Trente, condamne les doctrines du protestantisme et enseigne la doctrine romaine de la transsubstantiation (μεταβολή, metabolê, "changement", et  μετουσίωσις, metousiôsis, "transsubstantation"). Toutefois,  le terme grec de metousiôsis apparaît dans les textes liturgiques et théologiques orthodoxes moins souvent que d'autres, par exemple, metastoicheiôsis, ou "changement d'éléments".

### Églises protestantes

#### Luthéranisme
Les luthériens croient que, lors de la célébration eucharistique, le corps et le sang de Jésus Christ sont objectivement présents « dans, sous et avec la forme » du pain et du vin : in pane, sub pane, cum pane (Formule de Concorde de 1577). Luther a explicitement rejeté la transsubstantiation en affirmant que le pain et le vin restaient pleinement pain et vin tout en étant pleinement chair et sang de Jésus Christ. Il a insisté sur la présence réelle (et non symbolique ou figurative) du Christ dans l'eucharistie. Sa doctrine doit toutefois être distinguée de la consubstantiation au sens strict : le corps et le sang du Christ, selon Luther et ses successeurs, ne sont pas contenus de manière locale dans le pain et le vin. Les substances ne sont pas unies de manière permanente, mais seulement dans le cadre du sacrement, d'où le terme d'« union sacramentelle ».

#### Calvinisme
Les dénominations calvinistes, ce qui inclut les Églises réformées comme des Églises presbytériennes ou congrégationalistes, n'ont pas recours à la transsubstantiation et retiennent la doctrine calviniste de la « présence pneumatique » : la présence du Christ dans la Cène n'est pas matérielle mais spirituelle, ce qui, pour des croyants, fait de la présence du Christ une véritable réalité. La mort sacrificielle du Christ est rendue « effective dans le croyant lorsqu’il prend part aux éléments dans la foi ». Ainsi, selon la conception calviniste, il y a une union réelle et substantielle du croyant avec le Christ lors de l'eucharistie et non une simple cérémonie mémorielle et symbolique telle que d'autres théologiens, dont Zwingli, l'expriment.

#### Anglicanisme
Les Trente-Neuf articles(1563) marquent la différence entre les doctrines anglicane et romaine : « La transsubstantiation (ou le changement de la substance du pain et du vin) lors du dernier repas du Christ, ne peut être prouvée par les Saintes Écritures ; mais elle est incompatible avec les termes même de l'Évangile, elle réduit à néant la nature du Sacrement et a donné lieu à de nombreuses superstitions. »
Certains anglicans (en particulier des anglo-catholiques) acceptent la transsubstantiation tandis que d'autres la rejettent. L'archevêque John Tillotson a dénoncé son caractère « barbare », considérant impie de croire que les fidèles qui participent à la communion « mangent et boivent vraiment la chair et le sang naturels du Christ ». Certains auteurs anglicans récents acceptent toutefois la doctrine de la transsubstantiation ou, évitant le terme lui-même, parlent d'une « présence objective » du Christ dans l'Eucharistie. D'autres soutiennent des idées proches de la consubstantiation luthérienne.
Thomas Cranmer assimile la transsubstantiation au cannibalisme, à une dévoration rituelle.
Un rituel anglican donne les instructions suivantes :

« Et pour ôter toute occasion de débat et de superstition que l'on pourrait avoir touchant le Pain et le Vin, il suffira que le Pain soit comme celui qu'on mange ordinairement, pourvu qu'il soit du meilleur Pain de Froment qui puisse commodément se trouver. S'il reste du Pain et du Vin qui n'ait point été consacré, le Ministre en disposera comme du sien : s'il en reste de ce qui a été consacré, on ne l'emportera point hors de l'église, mais le Prêtre et ceux des Communiants qu'il appellera alors, le mangeront et le boiront avec respect et gravité, immédiatement après la Bénédiction. »

#### Évangélisme
De nombreuses Églises protestantes évangéliques estiment que la communion commémore de manière symbolique le dernier repas du Christ avec ses disciples (Ulrich Zwingli) ou que sa célébration prend son importance dans la signification qu'elle prend aux yeux de croyant (« transsignification »). Certains protestants considèrent que toute doctrine de la présence réelle relève de l'idolâtrie car elle reviendrait à vénérer du pain et du vin comme si c'était Dieu[réf. souhaitée]

### Textes anciens
- (la) Paschase Radbert, De corpore et sanguine Domini (lire en ligne)
- Thomas d'Aquin, Somme théologique (Summa theologica), Pars III, questions 73-81, 4 tomes, Paris, éditions du Cerf, 1984-1986